# Gorkha National Liberation Front
Gorkha National Liberation Front, ett politiskt parti i norra Västbengalen, Indien, bildat 1980. GNLF leds av Subash Ghising.
Under 1980-talet ledde GNLF en intensiv och ofta mycket våldsam kampanj för skapandet av en separat Gorkhalanddelstat i de nepalitalande delarna av norra Västbengalen. Rörelsen nåddes sin höjpunkt kring 1985-1986. Det politiska våldet i området under dessa år krävde tusentals dödsoffer. Den 22 augusti 1988 undertecknade GNLF Darjeeling Hill Accord. I avtalet garanterades att ett Darjeeling Gorkha Autonomous Hill Council skulle upprättas, i utbyte mot att GNLF gav upp kravet på Gorkhaland. År 2000 återupptog dock GNLF kravet på Gorkhaland i sin politiska agitation. I delstatsvalet i Västbengalen 2001 lanserade GNLF fem kandidater, varav tre blev valda. Totalt fick partiet 190 057 röster.
Fram till 2004 bojkottade GNLF Lok Sabhavalen. I valet 2004 valde dock partiet att stödja Kongresspartiets kandidat Dawa Narbula, som vann med stor marginal från valkretsen Darjeeling. GNLF styr Darjeeling Gorkha Autonomous Hill Council och Ghising är rådets ordförande.
GNLF har även en avdelning i Sikkim.